# Budget (videogiochi)
Budget è un termine utilizzato per indicare il software (solitamente videogiochi) venduto a un prezzo minore rispetto a quello originale. Normalmente i videogiochi di questa categoria sono in realtà seconde pubblicazioni di giochi che hanno riscosso particolare successo, ma ci sono anche delle software house che decidono di vendere un nuovo gioco direttamente a un prezzo ridotto: tra queste, FX Interactive, l'etichetta Value di Activision, e SCS Software. In genere si tratta di videogiochi con costo di produzione più basso rispetto ai titoli più conosciuti.
Anche se le più grandi compagnie hanno il proprio marchio per indicare questo tipo di software "scontato", accade che la maggior parte sia ripubblicato da altre aziende del settore che ne hanno acquistato i diritti (ad esempio vendendo le confezioni senza manuali cartacei, ma solo in PDF, per ridurre i costi). Alcune di queste pubblicazioni accompagnano spesso riviste specializzate in giochi per computer.

## Esempi di serie budget
- Sony: Greatest Hits
- Xbox: Platinum Hits
- Nintendo: Nintendo Selects
- Infogrames: RePlay
- Sierra Entertainment Best Seller Series e Originals
- Electronic Arts: Classics
- Virgin Interactive: White Label
- Ubisoft: Xplosive
- U.S. Gold: Kixx
- Ocean Software: The Hit Squad
- Serie Sold-out
- Serie xplosiv